# 土寨柏家祠堂
土寨柏家祠堂位於四川省巴中市巴州區，文物遺址年代判定為清。2012年7月16日公佈為第八批四川省文物保護單位。
土寨柏家祠堂位於四川省巴中市巴州區花叢鎮土寨村，是柏氏家族用來供奉祖先牌位和祭祀聚會的場所。祠堂建築面積237平方米，座西北向東南，呈三合院佈局。由正堂、左、右廚房組成。正堂：面闊3間16.5米，進深1間3.5米，簷高5米，土木結構，當心間和次間為抬粱式，單簷廡殿頂，左、右稍間為穿鬥粱架，單簷歇山式，小青瓦屋面，簷高4米。施條形窗花4組，廊道柱礎為束腰，平面呈八邊形，淺浮雕刻戲劇人物、寶瓶、書卷等吉祥花卉圖案。祠堂傍山而建，錯落有致，俯瞰屋面，鱗次櫛比，蔚為壯觀。柏家祠堂和神主碑，工藝精湛，用料考究，古樸凝重，具有濃厚的地方特色，實為川東北鄉土建築之佳作。